# 維拉格羅夫 (伊利諾伊州)
維拉格羅夫（英語：Villa Grove）是一個位於美國伊利諾伊州道格拉斯縣的城市。

## 地理
維拉格羅夫的座標為39°51′49″N 88°09′34″W / 39.86361°N 88.15944°W，而該地的平均海拔高度為197米（即646英尺）。

## 人口
根據2010年美國人口普查的數據，維拉格羅夫的面積為3.90平方千米，當中陸地面積為3.88平方千米，而水域面積為0.02平方千米。當地共有人口2537人，而人口密度為每平方千米650.51人。